# Saint-Martin-d'Hères
Saint-Martin-d'Hères is een gemeente in het Franse departement Isère (regio Auvergne-Rhône-Alpes). De gemeente telde 38.022 inwoners op 1 januari 2022. De plaats maakt deel uit van het arrondissement Grenoble. Het is de grootste voorstad van Grenoble.

## Geschiedenis
De plaats werd voor het eerst vermeld in 1162. De plaats was gelegen in een moerassige vlakte die onderhevig was aan regelmatige overstromingen. Op de hoger gelegen delen lieten de bisschoppen van Grenoble in de dertiende eeuw watermolens en een kasteel bouwen. Dit kasteel werd de zomerresidentie van de bisschoppen. Er kwam ook een franciscanenklooster (Couvent des Minimes).
In 1729 veranderde de loop van de Isère na een grote overstroming en kreeg Saint-Martin er een groot stuk land bij dat voordien behoorde aan Meylan aan de overzijde van de rivier. Camille Teisseire leidde rond 1800 werken om de vlakte droog te leggen en nieuwe landbouwgrond te creëren. Tot het einde van de negentiende eeuw bleef Saint-Martin-d'Hères in hoofdzaak een landbouwgemeente.
Door de opening van de route nationale 2 en de spoorlijn werd de gemeente ontsloten. Er kwam industrie in het noorden van de gemeente. De gemeente groeide verder en verstedelijkte. In het noorden kwam een universitaire campus en de komst van de Olympische Winterspelen naar Grenoble in 1968 zorgde voor grote infrastructuurwerken.

## Geografie
De oppervlakte van Saint-Martin-d'Hères bedroeg op 1 januari 2022 9,26 vierkante kilometer; de bevolkingsdichtheid was toen 4.106 inwoners per km².
De gemeente grenst in het westen aan Grenoble en in het noorden aan de Isère. In het zuiden ligt de heuvel Colline du Murier, met als hoogste punt binnen de gemeentegrenzen 610 meter, die verderop overgaat in het Belledonnegebergte. Op de heuvel liggen de gehuchten Le Murier en Le Bigot.
De onderstaande kaart toont de ligging van Saint-Martin-d'Hères met de belangrijkste infrastructuur en aangrenzende gemeenten.

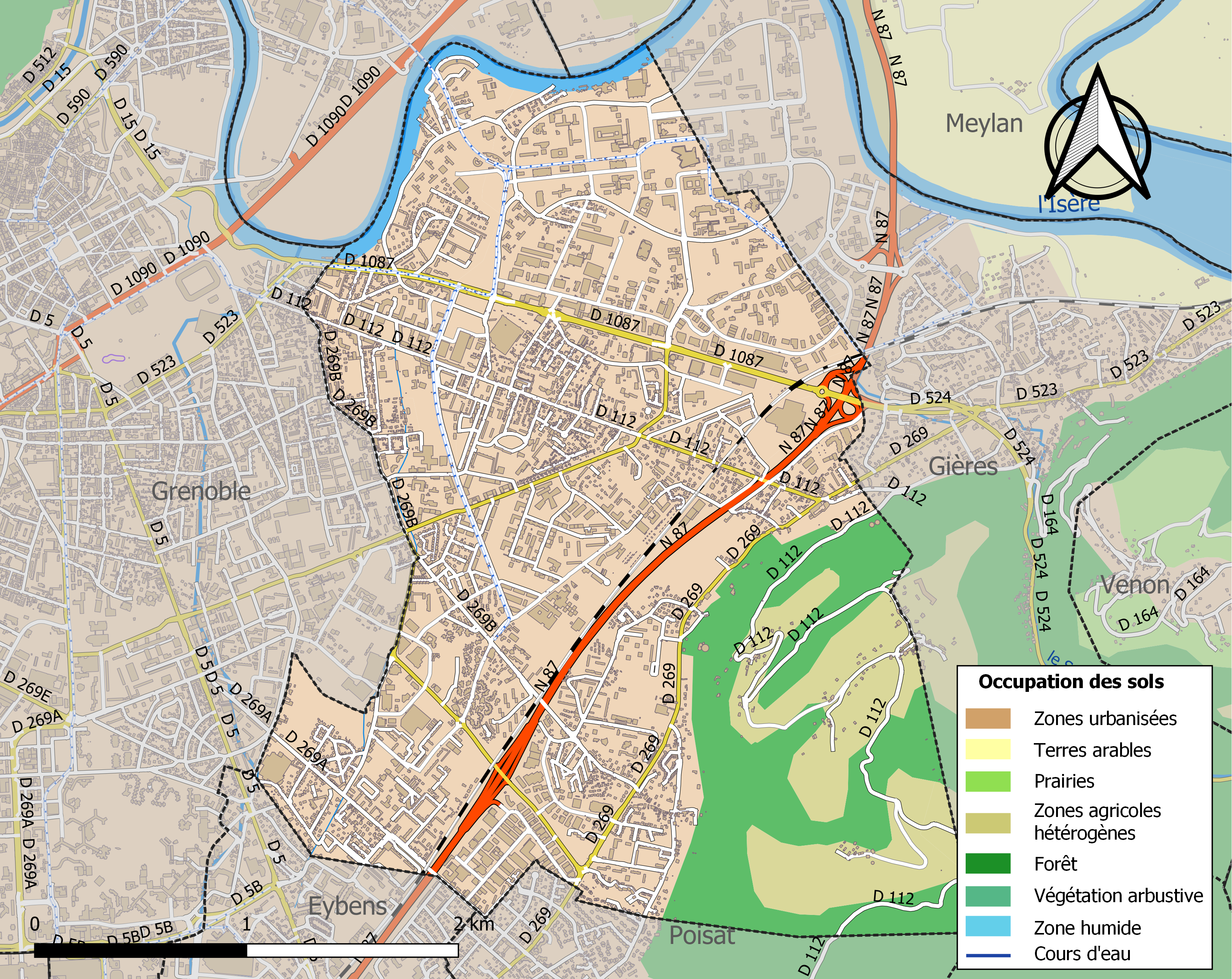

## Demografie
Onderstaande figuur toont het verloop van het inwonertal (bron: INSEE-tellingen).

## Transport
De gemeente is sinds 2007 aangesloten op de tram van Grenoble.

## Bezienswaardigheden
- Couvent des Minimes

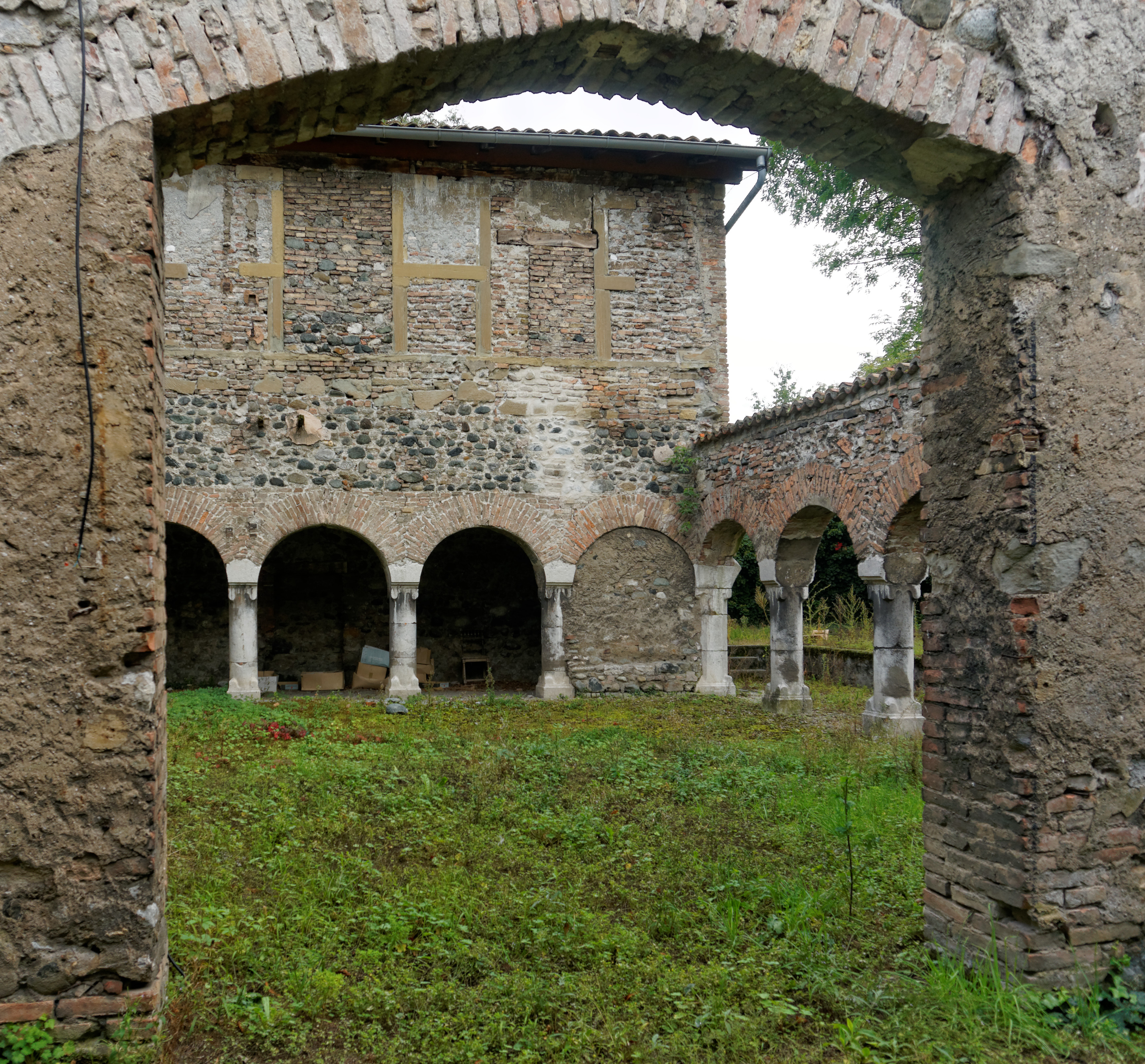
Couvent des Minimes

- Fort du Murier, negentiende-eeuws fort

## Geboren
- Stephane Poulat (1971), triatleet
- Jérôme Neuville (1975), wielrenner
- Andy Flickinger (1978), wielrenner
- Marion Rolland (1983), alpineskiester
- Marion Josserand (1986), freestyleskiester
- Anaïs Chevalier (1993), biatlete
- Clémence Latimier (2003), wielrenster